# Mazi sou
Mazi sou (letteralmente con te) è il sesto singolo della cantante greca Helena Paparizou estratto dal suo secondo album Iparhi Logos.

## Classifiche
| Classifica (2007) | Posizione massima |
| ----------------- | ----------------- |
| Grecia            | 1                 |